# Parni bubanj
Parni bubanj ili parni dom je dio vodocijevnog kotla (generator pare) u kojem se odvajaju mjehurići pare od vode, pa je donji dio ispunjen vodom a u gornjem dijelu se skuplja zasićena para. Parni bubanj se konstruktivno sastoji od cilindričnog dijela (plašta) i dva poklopca (čela), unutar kojih je smještena oprema nužna za normalan rad. Na čelima bubnjeva postavljaju se otvori s odgovarajućim poklopcima, kroz koje je omogućen ulazak čovjeka radi pregleda i popravka. Kod kraćih bubnjeva predviđa se otvor samo s jedne strane, a kod duljih s obje strane. Otvori su obično eleptičnog oblika (mjere su 300 x 400 mm), da bi se poklopci mogli vaditi radi izmjene brtvi i da bi se olakšao ulaz čovjeka.
Prve izvedbe parnih bubnjeva bile su sa zakovicama, što je moglo udovoljiti radnim uvjetima kod nižih tlakova do otprilike 25 bara. Zakivane izvedbe zamijenjene su zavarenim konstrukcijama, dok su se za visoke tlakove, odnosno za debljine stijenke veće od 100 mm, parni bubnjevi izrađivali kovanjem ili valjanjem iz jednog komada. Budući da je izvedba kovanih i valjanih bubnjeva vrlo skupa, danas se parni bubnjevi najčešće izrađuju savijanjem limova na posebnim prešama, a zatim zavarivanjem. Čela se izrađuju prešanjem (male mjere u hladnom, a velike u toplom stanju), a zatim se zavaruju na plašt.
Nakon zavarivanja parnog bubnja i svih dodatnih priključaka na njemu, parni bubanj se mora podvrći postupku odžarivanja radi uklanjanja unutarnih naprezanja, nakon čega nisu dopušteni nikakvi dodatni zavarivački radovi. Svi zavari se moraju detaljno pregledati jednom od metoda kontrole bez razaranja (radiografska kontrola ili ultrazvučna kontrola uz uvijek prisutnu vizualnu kontrolu). Osim isparivačkih cijevi, na parne bubnjeve se priključuju i drugi pojedinačni spojevi razne opreme (npr. sigurnosni ventil). Spojevi isparivačkih cijevi na bubnjevima prethodno su se izvodili uvaljivanjem, a danas se uglavnom izvode zavarivanjem, dok se neki pojedinačni priključci izvode prirubničkim spojevima ili zavarivanjem. Na parnim bubnjevima se izvode priključci za dovod napojne vode, za manometre, sigurnosne ventile, vodokaze, za odzračivanje, odsoljavanje, otpjenjivanje, dodavanje kemikalija i drugi. 
U vodnom prostoru parnih bubnjeva brodskih generatora pare postavljaju se čelične poprečne pregrade radi sprječavanja pomicanja i zapljuskivanja vode, zbog valjanja i posrtanja broda. Da bi se mogle skinuti, učvršćuju se vijčanim spojevima za posebne čelične uške zavarene na unutarnjoj strani bubnja.
Posebnu opremu parnih bubnjeva čine uređaji za odvlaživanje pare (separacija pare). Naime, pri radu generatora pare dio se vode iz parnog bubnja u obliku sitnih kapljica povlači zajedno s parom (odnošenje kapljica), a uređaji za odvlaživanje pare imaju namjenu da to što više smanje. Kapljice vode u izlaznoj pari iz bubnja štete u radu generatora pare jer sadrže povećanu koncentraciju soli (zbog ugušćenja vode u parnom bubnju kod isparivanja), koje se tada talože na unutarnjim stijenkama cijevi pregrijača pare, cjevovoda i lopaticama parnih turbina. 
Taloženje soli na stijenkama cijevi pregrijača pare uzrokuje povećanje otpora strujanju, smanjenje prijelaza topline, toplinsko opterećenje materijala i ponekad do puknuća cijevi. Taloženje soli na stijenkama turbinskih lopatica povećava gubitke u njima, a zbog povećanja otpora strujanja raste aksijalna sila, pa može nastati nedopušteni aksijalni pomak i oštećenje aksijalnog odrivnog ležaja parne turbine. Da bi se smanjila vlažnost izlazne pare iz parnog bubnja zbog mugućih štetnih posljedica, u parnim bubnjevima je potrebno ugraditi odgovarajuće uređaje za odvajanje koji mogu biti u obliku: posebnog sabirnika pare, perforirane cijevi za oduzimanje pare, perforiranog lima, paketa valovitih limova, ciklonskih odvajača i drugo.

## Vodni bubanj
Neki generatori pare imaju uz parni bubanj i vodni bubanj (dvodomni i trodomni generatori pare), koji je u cijelosti ispunjen vodom i prvenstvena mu je namjena da vodom napaja uzlazne isparivačke cijevi, koje vode do parnog bubnja, a zatim se kružni tok vode zatvara sa silaznim cijevima koje vode onovno do vodnog bubnja.  

## Sabirnik pare
Sabirnik pare razdvaja (separira) čestice vode iz pare (odvlaživanje pare) i sličan je parnom bubnju, samo je manjih dimenzija. Obično je spojen s više cijevnih priključaka s gornjim parnim prostorom parnog bubnja. Razdvajanje čestica vode se postize povećanjem obujma (volumena) parnog prostora, odnosno smanjenjem njegovog specifičnog opterećenja i promjenom presjeka strujanja. Odvojene kapljice vode posebnim se drenažnim cijevima iz sabirnika pare vraćaju u vodni prostor parnog bubnja.